# Южна крайбрежна равнина
Южната крайбрежна равнина (на английски: Southern Coastal Plain) е равнина в югоизточната част на Съединените американски щати, част от Източните умерени гори.
Част от Атлантическата низина, тя заема по-голямата част на щата Флорида и съседни крайбрежни области от Джорджия, Южна Каролина, Алабама, Мисисипи и Луизиана. Релефът е низинен, с малки възвишения във вътрешността на Флорида и силно разчленена брегова линия с много заблатени зони. На север преминава в по-високите Югоизточни равнини. В миналото равнината е заета от разнородни горски системи с преобладаващи видове, като блатен бор, Pinus elliottii, Pinus serotina, бук, ликвидамбър, едроцветна магнолия и дъб, но днес преобладават борови гори, насаждения на цитрусови култури, пасища и урбанизирани територии.